# Fontenay (Saône-et-Loire)
Fontenay é uma comuna francesa na região administrativa de Borgonha-Franco-Condado, no departamento de Saône-et-Loire. Estende-se por uma área de 2,46 km². Em 2010 a comuna tinha 49 habitantes (densidade: 19,9 hab./km²).